# Шорунму, Ике
Ике Ибрахим Шорунму (англ. Ike Ibrahim Shorunmu; родился 16 октября 1967 года в Лагосе, Нигерия) — нигерийский футболист, бывший вратарь известный по выступлениям за «Бешикташ», «Самсунспор» и сборной Нигерии. Участник Чемпионата мира 2002 года.

## Клубная карьера
Шорунму начал карьеру в клубе «Статионери Сторес», за который он дебютировал в нигерийской Премьер лиге в конце 90-х годов. В 1990 году он завоевал Кубок Нигерии, а через два года выиграл чемпионат. Сезон 1993/1994 Ике провел в «Конкорде», а затем перешёл в «Шутинг Старз». В 1995 году Шорунму сделал чемпионский «дубль», во второй раз став чемпионом и обладателем Кубка Нигерии.
В начале 1996 года Ике перешёл в швейцарский «Базель». В новой команде он не смог выиграть конкуренцию у Стефана Хубера и по окончании сезона перешёл в «Цюрих». 10 июля в 1996 года в матче против «Люцерна» он дебютировал за команду в швейцарской Суперлиге. В сезоне 1998/1999 Шорунму был признан лучшим иностранцем чемпионата, несмотря на то, что часть сезона он был травмирован.
В 1999 году Ике перешёл в турецкий «Бешикташ». В начале он был сменщиком Тунджая Февзи, но вскоре смог завоевать пост основного вратаря. В 2000 году Ике выиграл турецкую Суперлигу. Летом 2001 года Шорунму стал свободным агентом и только в марте 2002 года смог подписать соглашение с «Люцерном», но не смог выиграть конкуренцию. Летом того же года он перешёл в «Самсунспор», где вернул себе былую форму. В 2005 году Ике перешёл в «Янг Феллоуз Ювентус», где был резервным голкипером и по окончании сезона завершил карьеру.

## Международная карьера
В 1992 году Шорунму был включен в заявку сборной Нигерии на участие в Кубке африканских наций в Сенегале. Несмотря на то, что Ике получил бронзовую медаль, на турнире он бел запасным вратарем и не сыграл ни минуты. 17 июля 1995 года в матче против сборной Колумбии Шорунму дебютировал за национальную команду. В том же году Ике занял четвёртое место на Кубке короля Фахда. В 1998 году он был близок к поездке на Чемпионат мира во Францию, но постоянные травмы, вынудили тренера оставить его вне заявки.
В 2000 году Шорунму во второй раз поехал на Кубок Африки. На этот раз он был основным вратарем и помог сборной завоевать серебро. В 2002 году Ике в третий раз сыграл на Кубке африканских наций. На турнире он принял участие в матчах против сборных Алжира, Мали, Либерии, Ганы, Сенегала и завоевал бронзовую медаль. В том же году Шорунму попал в заявку национальной команды на Чемпионат мира 2002 в Японии и Южной Корее. На турнире он сыграл в поединках против Швеции и Аргентины.

## Достижения
Международные
 «Стейшнери Сторз»
- Чемпионат Нигерии по футболу — 1992
- Обладатель Кубка Нигерии — 1990

 «Шутинг Старз»
- Чемпионат Нигерии по футболу — 1995
- Обладатель Кубка Нигерии — 1995

 «Бешикташ»
- Чемпионат Турции по футболу — 1999/00

Международные
 Нигерия
- Кубок африканских наций — 2000
- Кубок африканских наций — 1992
- Кубок африканских наций — 2002